# Hôtel de préfecture du Var
L'hôtel de préfecture du Var est un bâtiment administratif public situé à Toulon, en Provence-Alpes-Côte d'Azur. Il abrite, depuis 1974, les services de préfecture du Var.

## Localisation
L'édifice se situe sur le Boulevard du Régiment d'Infanterie, au nord du centre-ville de Toulon.